# Václav Krondl
Václav Krondl (1953. február 5. –) csehszlovák nemzetközi labdarúgó-játékvezető.

## Pályafutása

### Nemzeti játékvezetés
A játékvezetői vizsgát csehszlovákként tette le, 1989-ben lett hazája legfelső szintű labdarúgó-bajnokságának játékvezetője. Az aktív játékvezetést cseh állampolgárként 1999-ben fejezte be.

### Nemzetközi játékvezetés
A Csehszlovák labdarúgó-szövetség Játékvezető Bizottsága (JB) terjesztette fel nemzetközi labdarúgó játékvezetőnek, a Nemzetközi Labdarúgó-szövetség (FIFA) 1992-től tartotta nyilván bírói keretében. Több nemzetek közötti válogatott és klubmérkőzést vezetett. A cseh nemzetközi játékvezetők rangsorában, a világbajnokság-Európa-bajnokság sorrendjében a 2. helyet foglalja el 10 találkozó szolgálatával. Válogatott mérkőzéseinek száma: 13. Az aktív nemzetközi játékvezetéstől 1999-ben búcsúzott.

#### Világbajnokság
A világbajnoki döntőhöz vezető úton Egyesült Államokba a XV., az 1994-es labdarúgó-világbajnokságra és Franciaországba a XVI., az 1998-as labdarúgó-világbajnokságra a FIFA JB bíróként alkalmazta.

##### 1994-es labdarúgó-világbajnokság

###### Selejtező mérkőzés
| Időpont           | Helyszín                     | Mérkőzés típusa           | Mérkőzés               | Eredmény | Nézők száma |
| ----------------- | ---------------------------- | ------------------------- | ---------------------- | -------- | ----------- |
| 1993. február 17. | Spyridon Loui Stadion, Athén | előselejtező (5. csoport) | Görögország–Luxemburg  | 2 : 0    | 36 224      |
| 1993. október 13. | Lech Stadion, Poznań         | előselejtező (2. csoport) | Lengyelország–Norvégia | 0 : 3    | 12 000      |

##### 1998-as labdarúgó-világbajnokság

###### Selejtező mérkőzés
| Időpont              | Helyszín                     | Mérkőzés típusa           | Mérkőzés               | Eredmény | Nézők száma |
| -------------------- | ---------------------------- | ------------------------- | ---------------------- | -------- | ----------- |
| 1996. október 9.     | Rasunda Stadion, Stockholm   | előselejtező (4. csoport) | Ausztria–Svédország    | 0 : 1    | 36 859      |
| 1997. április 2.     | Olimpiai Stadion, Kijev      | előselejtező (9. csoport) | Ukrajna–Észak-Írország | 2 : 1    | 85 000      |
| 1997. szeptember 10. | Vasil Levski Stadion, Szófia | előselejtező (5. csoport) | Bulgária–Oroszország   | 1 : 0    | 55 000      |

#### Európa-bajnokság
Az európai-labdarúgó torna döntőjéhez vezető úton Angliába a X., az 1996-os labdarúgó-Európa-bajnokságra és Belgiumba és Hollandiába a XI., a 2000-es labdarúgó-Európa-bajnokságra az UEFA JB játékvezetőként foglalkoztatta.

##### 1996-os labdarúgó-Európa-bajnokság

###### Selejtező mérkőzés
A török-magyar mérkőzés 61. percében megsérült, helyette a Jiří Ulrich vezette tovább a találkozót.
| Időpont             | Helyszín                  | Mérkőzés típusa           | Mérkőzés                 | Eredmény | Nézők száma |
| ------------------- | ------------------------- | ------------------------- | ------------------------ | -------- | ----------- |
| 1994. szeptember 4. | Kadriorg Stadion, Tallinn | előselejtező (4. csoport) | Észtország–Horvátország  | 0 : 2    | 1 215       |
| 1995. szeptember 6. | İnönü Stadion, Isztambul  | előselejtező (3. csoport) | Törökország–Magyarország | 2 : 2    | 25 358      |
| 1995. október 11.   | Park Stadion, Koppenhága  | előselejtező (2. csoport) | Dánia–Spanyolország      | 1 : 1    | 40 262      |

##### 2000-es labdarúgó-Európa-bajnokság

###### Selejtező mérkőzés
| Időpont           | Helyszín                        | Mérkőzés típusa           | Mérkőzés               | Eredmény | Nézők száma |
| ----------------- | ------------------------------- | ------------------------- | ---------------------- | -------- | ----------- |
| 1996. június 18.  | Villa Park Stadion, Birmingham  | selejtező (A. csoport)    | Skócia–Svájc           | 1 : 0    | 34 926      |
| 1998. október 14. | Ali Sami Yen Stadion, Isztambul | előselejtező (3. csoport) | Törökország–Finnország | 1 : 3    | 20 420      |

#### Kupamérkőzés
Vezetett Kupa-döntők száma: 1.

##### Kupagyőztesek Európa-kupája
| Időpont        | Helyszín                        | Mérkőzés típusa | Mérkőzés            | Eredmény | Nézők száma |
| -------------- | ------------------------------- | --------------- | ------------------- | -------- | ----------- |
| 1994. május 4. | Park Saupin Stadion, Koppenhága | döntő           | Arsenal FC–Parma FC | 1 : 0    | 35 765      |